# Рихтаровці
Рихтаровці (словен. Rihtarovci) — поселення в общині Раденці, Помурський регіон, Словенія. Висота над рівнем моря: 208,4 м.